# Jorge Garralda
Jorge Garralda (Ciudad de México, 15 de noviembre de 1961) es un periodista y presentador de televisión y radio con una amplia trayectoria en los medios de su país. Desde el 11 de diciembre de 1990 dirige y presenta el popular programa de televisión A quien corresponda, a través de la cadena TV Azteca. En 2019 obtuvo el Premio Nacional de Periodismo por su campaña «Vive sin drogas».

## Carrera

### Inicios,A quien corresponday década de 1990
Jorge vivió su infancia en la Colonia San Pedro de los Pinos. Garralda inició su carrera profesional en la estación Radio Fórmula entre 1983 y 1987. En diciembre de 1987 incursionó en la televisión, integrando el equipo de la antigua Imevisión, hoy en día TV Azteca. Entre 1987 y 1990 condujo los programas Videoventas y Tiempo libre.
El 11 de diciembre de 1990 empezó a dirigir y conducir el programa de televisión de servicio público y acción social A quien corresponda, espacio que hasta el día de hoy se mantiene vigente. En 1995 dirigió y presentó el programa televisivo Coronación de los 100 años de la Virgen de Guadalupe. Tres años después participó en Misión cumplida, también como presentador y director.

### Década de 2000 y 2010
En el año 2000 llevó su programa A quien corresponda a Centroamérica, además de trasladar versiones del mismo a las localidades mexicanas de Veracruz, San Luis Potosí, Nuevo León, Jalisco, Guerrero, Yucatán, Quintana Roo, entre otras. Un año después condujo el programa radiofónico Fox en vivo, Fox contigo.
En 2004 ofició como presentador y director de un nuevo programa radiofónico, Al instante con Jorge Garralda, en Radio Capital, seguido de Reporte y denuncia, del Grupo Imagen, entre 2004 y 2006. Para el mismo grupo condujo La noche es de Garralda, también en 2006.
Entre 2007 y 2009 dirigió y presentó el programa de televisión Proyecto emprendedores para la señal Proyecto 40 (actualmente conocida como ADN 40). Dentro de este proyecto creó el espacio televisivo Y usted, ¿qué hace por México?
Entre 2010 y 2011, Garralda se desempeñó como productor del programa de televisión de TV Azteca Justo a tiempo.
Durante esta década, coordinó diversas colectas y entregas de víveres para damnificados de su país que fueron afectados por diversos huracanes como Isidore, Stan, Wilma y devastadoras inundaciones en Tabasco, Veracruz y Nuevo León.
También destaca su colaboración para ayudar a decenas de miles de mexicanos que se vieron afectados por el paso del Huracán Paulina en los estados de Oaxaca y Guerrero en 1997.

## Activismo y filantropía
Además de su labor en el periodismo, Garralda ha adelantado proyectos de beneficio social mediante su programa A quien corresponda y por medio de otras iniciativas. El periodista creó Fundación Azteca, encargada de diversas actividades de beneficencia social. Igualmente, creó la gira «Vive sin drogas», en la que busca sembrar conciencia sobre los perjuicios del consumo de drogas. Con esta gira ha recorrido su país natal y ha visitado otros países del continente.
En 1994 organizó la campaña «Juguetón: un regalo, una sonrisa», que se encarga de incentivar a la ciudadanía para que regale un juguete a un niño de escasos recursos durante las festividades del Día de Reyes. En la actualidad, esta campaña se realiza además en algunas zonas de los Estados Unidos y de Centroamérica y ha logrado entregar en 24 años de existencia, más de 240 millones de juguetes.
Actualmente, Garralda oficia como Presidente del Comité de Ética de TV Azteca, encargado de garantizar los valores éticos de la emisora, y desde el año 2017 dirige el Área de Cultura Corporativa de la misma televisora.

## Premios y reconocimientos
- 2019 - Premio Antena de Oro 2019 | Galardón otorgado por su trayectoria periodística y compromiso con el labor social.
- 2019 - Premio Nacional de Periodismo por la trayectoria de la campaña «Vive sin drogas».[5]
- 2015 - Premio Nacional al Servicio Social de Radio y TV por la campaña «Te acuerdas», dentro del espacio «El juguetón». Cámara Nacional de la Industria de Radio y Televisión.
- 2011 - Presea Estado de México.
- 2011 - Galardón «José María Luis Mora». Gobierno del Estado de México.[29]
- 2006 - Premio Nacional de Locución «Enrique Bermúdez Olvera» al locutor altruista. Asociación Nacional de Locutores de México.
- 2005 y 2006 - Premio Nacional de Periodismo. Club de Periodistas de México.[30]
- 2002 - Premio Nacional Antena. Cámara Nacional de la Industria de la Radio y Televisión.
- 2001 - Palmas de Oro. Círculo Nacional de Periodistas.
- Años 1992, 1993, 1994, 1995, 1996, 1998, 1999, 2000 y 2001 - Presea Ejecutiva. Confederación Internacional de Periodistas de Prensa y Servicios Informativos de Radio y Televisión.
- 1997 - Premio Estatal al Mérito en Comunicación Social «Eusebio S. Almonte». Gobierno del Estado de Guerrero.